# Blake Bayldon
Blake Bayldon (* 7. Dezember 1998 in Sydney, New South Wales) ist ein australischer Tennisspieler.

## Karriere
Bayldon spielte zwischen 2014 und 2016 nur wenige Matches auf der ITF Junior Tour und erreichte dort Platz 993 in der Rangliste.
Von 2017 bis 2021 studierte er an der Boise State University und war während dieser Zeit auch im College Tennis aktiv.
Bei den Profis startete Bayldon ab 2022 regelmäßig bei Turnieren, wobei sein Fokus vor allem auf dem Doppel lag. Noch im ersten Jahr stieg er unter die Top 800 der Weltrangliste auf. Im Folgejahr gewann er seine ersten beiden Titel auf der ITF Future Tour und feierte zudem Erfolge auf der ATP Challenger Tour, darunter das Erreichen des Halbfinals bei den NSW Open in Sydney. Das Jahr 2024 brachte Bayldon mehrere Fortschritte. Er zog bei fünf Challengern in die Runde der letzten Vier ein und erreichte bei zwei Turnieren – dem Burnie International und erneut den NSW Open in Sydney – das Finale, das er jedoch jeweils verlor. Dank seines verbesserten Rankings von 184 stand Bayldon gegen Jahresende in Hangzhou erstmals im Hauptfeld der ATP Tour. An der Seite von Thomas Fancutt musste er sich in der ersten Runde knapp im Match-Tie-Break gegen Jeevan Nedunchezhiyan und N. Vijay Sundar Prashanth geschlagen geben.

## Erfolge
| Legende (Anzahl der Siege) |
| Grand Slam                 |
| ATP Finals                 |
| ATP Tour Masters 1000      |
| ATP Tour 500               |
| ATP Tour 250               |
| ATP Challenger Tour (1)    |

### Doppel

#### Turniersiege
| Nr. | Datum          | Turnier | Belag     | Partner        | Finalgegner                   | Ergebnis |
| --- | -------------- | ------- | --------- | -------------- | ----------------------------- | -------- |
| 1.  | 3. Januar 2025 | Nouméa  | Hartplatz | Colin Sinclair | Ryūki Matsuda Ryōtarō Taguchi | 6:3, 7:5 |

#### Finalteilnahmen
| Nr. | Datum         | Turnier   | Belag     | Partner            | Finalgegner          | Ergebnis  |
| --- | ------------- | --------- | --------- | ------------------ | -------------------- | --------- |
| 1.  | 20. Juli 2025 | Los Cabos | Hartplatz | Tristan Schoolkate | Robert Cash JJ Tracy | 6:74, 4:6 |